# Atletisme als Jocs Olímpics d'Estiu de 1896 - 1.500 metres homes
La cursa dels 1.500 metres masculins era la més llarga de les curses disputades a l'estadi durant els Jocs Olímpics d'Atenes de 1896, i es va disputar el 7 d'abril. Es va córrer una única sèrie, formada per 8 atletes, que determinà les medalles. Albin Lermusiaux de França va liderar bona part de la cursa, però fou agafat per dos atletes a la part final, per acabar finalment en tercera posició. Teddy Flack va guanyar la cursa, convertint-se d'aquesta manera en el primer campió olímpic australià. Fou seguit a molt poca distància per l'estatunidenc Arthur Blake.

## Medallistes
| Or          | Plata        | Bronze           |
| Teddy Flack | Arthur Blake | Albin Lermusiaux |

## Resultats
| Posició | Atleta                    | Temps      |
| ------- | ------------------------- | ---------- |
| Or      | Teddy Flack               | 4' 33,2"   |
| Argent  | Arthur Blake              | 4' 33,6"   |
| Bronze  | Albin Lermusiaux          | 4' 36,0"   |
| 4       | Carl Galle                | 4' 39,0"   |
| 5       | Ànguelos Fetsis           | desconegut |
| 6       | Dimítrios Golemis         | desconegut |
| 7-8     | Konstandinos Karakatsanis | desconegut |
| 7-8     | Dimítrios Tomprof         | desconegut |